# Торбеевский
Торбеевский — поселок в Венёвском районе Тульской области в составе Грицовского сельского поселения.

## География
Поселок находится в северо-восточной части Тульской области на расстоянии приблизительно 25 км на юг-юго-запад от города Венёв, административного центра.

## История
Поселок был отмечен на карте перед Великой Отечественной войной как Торбеевские Выселки с 14 дворами.

## Население
Постоянное население составляло 4 человека (русские 100 %) в 2002 году, 5 в 2010.